# Walnut City (Iowa)
Walnut City est une communauté non constituée en municipalité, du comté d'Appanoose en Iowa, aux États-Unis.
Le bureau de poste est inauguré en 1867 et fermé en 1903.
La ville est fondée en 1858.

## Source de la traduction
- (en) Cet article est partiellement ou en totalité issu de l’article de Wikipédia en anglais intitulé « Walnut City, Iowa » (voir la liste des auteurs).